# François Colson

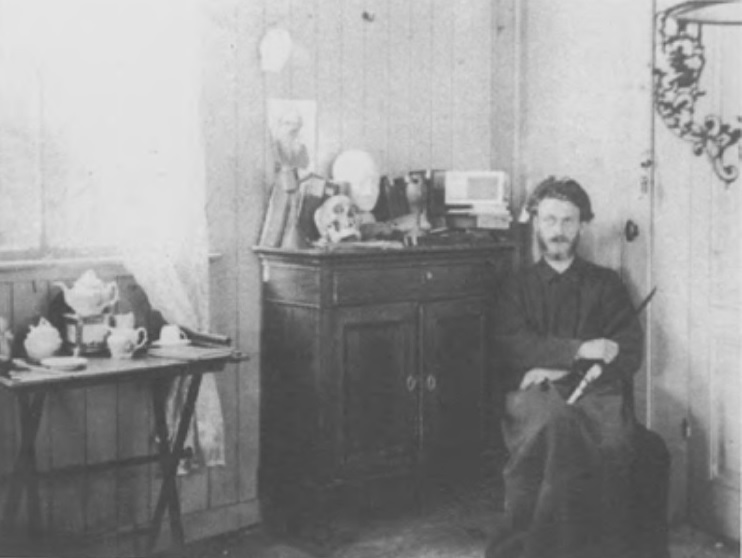
In de werkkamer van Colson

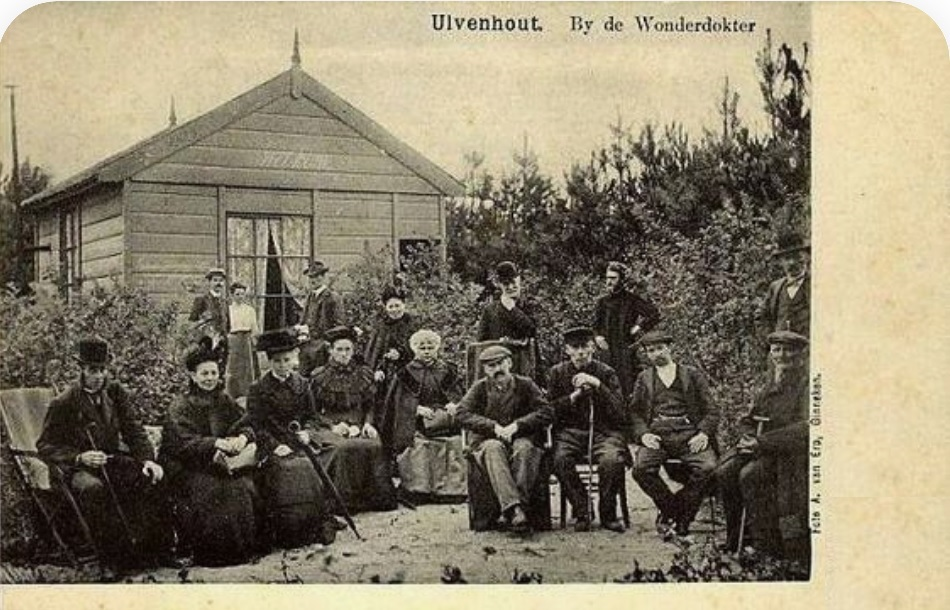
Bij de Wonderdokter

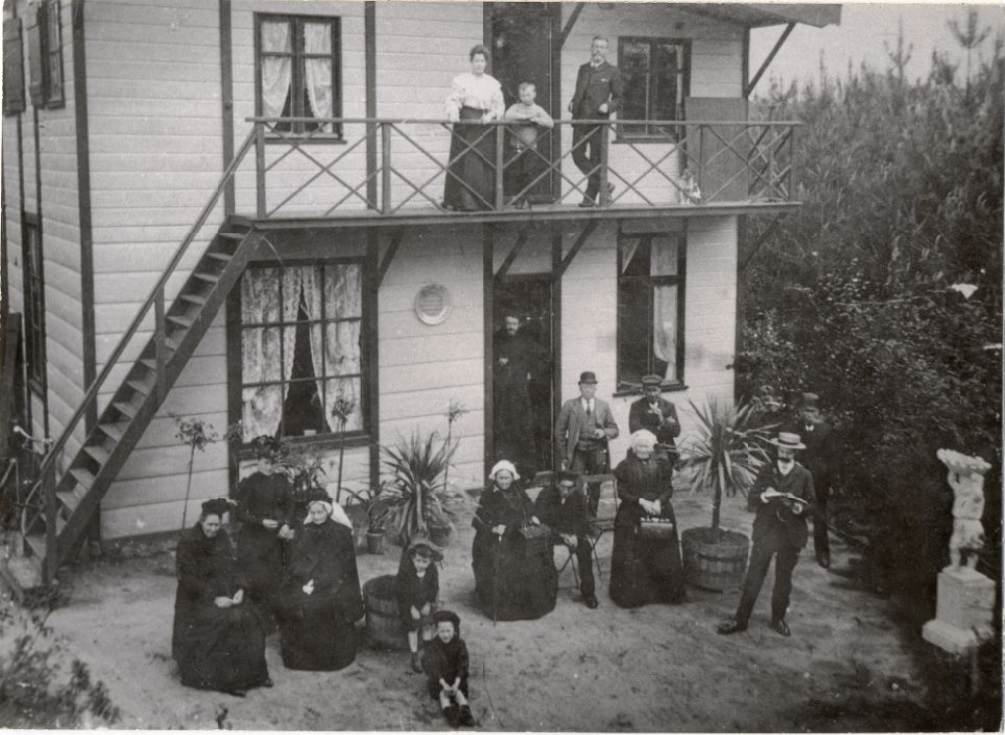
Houten woning

François (Frans) Joseph Marie Colson (Den Haag, 1 mei 1878 - Katwijk aan Zee, 7 februari 1911) was een Nederlandse voormalige veearts die zich aan het begin van de twintigste eeuw bezighield met alternatieve geneeskunde.
François jr. groeide op in de Haagse hoedenmakerijen van François Joseph Colson sr. en zijn vrouw Diena Geertruidenberg Wilhelmina Hermans. Zijn jongere zus was Elisabeth Colson (1882) Vader Francois Joseph Colson bezat niet alleen huizen in Den Haag (Korte Poten en Koediefstraat), maar had ook ook onroerend goed in zijn geboorteplaats Heure-le-Romain. Hofleverancier Colson & Co was in 1840 opgericht door François Joseph Colson.
Colson trouwde in 1898 met de op Curaçao geboren Christina Timmer, die later bekend zou worden als socialiste en pacifiste. Ze kregen twee zoons, de jongste zoon was Joop Colson. Met zijn tweede vrouw Wilhelmina Johanna Helena Maria van Goch kreeg Colson  in 1911 een dochter.

## Wonderdokter
Colson beweerde over bijzondere gaven te beschikken. Zonder mensen aan te raken zou door hun lichaam kunnen kijken. Ook zou hij weten aan welke kwalen ze leden. De behandeling bestond uit het voorschrijven van kruiden en hypnose om de patiënten te genezen.
In 1904 had Colson een stuk grond met een houten keet gekocht in het Ulvenhoutse Bos. Al snel begon hij zijn praktijk als kruiden- of "wonderdokter van Ginneken". Hij behandelde zijn patiënten met lucht- en kruidenbaden en via hypnose. In de keet bevond zich een madonna-beeld, met Colson onder een purperen gewaad. Het feit dat hij een röntgenapparaat bezat was in die tijd bijzonder, ook al gebruikte hij het niet.
Waarschijnlijk was de in Den Haag geboren Colson Franstalig opgevoed zodat ook veel Belgische bezoekers van zijn diensten gebruik konden maken. Wekelijks ging Colson een dag naar Baarle Nassau, waar hij zijn Belgische patiënten ontving. De plaatselijke paardentram van Ginneken beleefde gouden tijden door de vele bezoekers. Naast de  Ginnekense Tramweg Maatschappij had ook de plaatselijke middenstand profijt van de drukte. Per paardentram kwamen de mensen vanuit het hele land, ook uit België. In 1905 waren twee wagons van de spoorwegen gereserveerd van Tilburg naar Breda voor ongeveer honderd bezoekers van de 'wonderdokter'. Vanaf Breda brachte twee extra-trams de patiënten naar Ginneken.
Het houten gebouwtje aan Ulvenhoutselaan 7 werd in 1910 omgebouwd tot een herenhuis. Daar ontving Colson patiënten en bewonderaars, soms wel zeventig op een dag. In het houten 'Boschhuis' hield hij eveneens nog spreekuur. Dit huis met verdieping en gaanderij werd door hemzelf aangeduid als 'De Belvedère', vanwege het uitzicht over het Ulvenhoutse Bos. Deze belvedère is in 1913 afgebrand.

## Levensstijl
Colson had een opmerkelijke levensstijl. Hij was een imponerende verschijning voor goedgelovige patiënten, gehuld in een lange purperen pij en getooid met een grote baard. Colson was destijds een van de eerste Ulvenhouters met een automobiel waarmee hij met zijn vrouw door Brabant reed. Hij gebruikte een paardenkoets en een automobiel om huisbezoeken af te leggen. Dat het hem goed ging bleek ook uit het feit dat hij in 1909 door de gemeente werd aangeslagen voor f16.000 gulden. Bij de voordeur hing een busje met het opschrift "voor den arme". In de keet bevonden zich een madonna-beeld, met Colson onder een purperen gewaad. Het hebben van een röntgenapparaat was in die tijd bijzonder, ook al gebruikte hij het toestel niet.

## Beroepsverbod
Ondanks zijn naam en faam werd hij in 1906 bestempeld als kwakzalver en kreeg hij gelast te stoppen met het 'onbevoegd uitoefenen van de geneeskunst'. Hiervoor werd een beroep gedaan op een oude wet die bepaalde dat alleen mensen die er echt voor gestudeerd hadden de geneeskunst mochten uitoefenen. Om dit verbod te omzeilen nam hij dokter Korteweg uit Breda in dienst die als 'assisterend geneesheer' wel over het vereiste diploma beschikte, waarna de praktijk werd voortgezet. Nadat de 'assisterend geneesheer' de klachten van de patiënten had genoteerd, werden ze voorgeleid aan de 'grote heler' voor een consult.  
G.W. Bruinsma schreef in het maandblad van de Vereniging tegen de Kwakzalverij een kritisch artikel over wonderdokter Colson. In de Bredasche Courant van 13 november 1909 werd kritiek geleverd op de bezoekers van de wonderdokter en zijn zogenaamde genezingen. In 1907 verscheen in de Staatscourant een bericht dat een 'misstelling' werd rechtgezet. Colson had destijds verlof gekregen 'tot het aannemen van de versierselen van ridder der Koninklijke militaire orde van de Heilige Maagd of der Ontvangenis van Villa Vicosa, hem door den koning van Portugal en der Algarven geschonken'. Bij dat destijds verleende verlof was Colson bestempeld als 'geneesheer', wat met dit besluit werd rechtgezet. Later dat jaar meldde het blad dat de veldwachter van Baarle Nassau een proces-verbaal had opgemaakt omdat de wonderdokter een zittingsdag hield terwijl hij niet vergezeld was door Dr. K. Dr. K. zou dan staan voor dokter Kauling uit Valkenswaard. In 2009 kreeg Colson steun uit onverwachte hoek toen hij door de filosofische faculteit van de universiteit van Toulouse benoemd werd tot doctor ad honorem.
Toen Colson ernstig ziek werd, kon hij zichzelf niet genezen en kwam er een einde aan zijn succes als 'wonderdokter van Ginneken'. Op 7 februari 1911 overleed de dan 32-jarige Colson na een operatie in het Diaconessenhuis in Den Haag.De begrafenisstoet trok veel bekijks. Hij werd begraven op het kerkhof achter de Nederlands Hervormde kerk bij de Ginnekenmarkt. Een aantal van zijn bewonderaars plaatste op zijn graf  een obelisk met het opschrift ’aan broeder Frans Colson, van zijne dankbare patiënten uit België en Holland’. Dokter Korteweg hield daarna spreekuur houden voor 'Inwendige Ziekten enz.' in de Johannastraat 6 in Ginneken, tegenover het postkantoor.